# Varese Football Club 1963-1964
Questa pagina raccoglie le informazioni riguardanti il Varese Football Club nelle competizioni ufficiali della stagione 1963-1964.

## Stagione
Nella stagione 1963-1964 il Varese disputa il campionato di Serie B, un torneo a venti squadre che prevede tre promozioni e tre retrocessioni. Con 51 punti vince il campionato e sale per la prima volta in Serie A con il Cagliari secondo con 49 punti ed il Foggia terzo con 46 punti. Scendono in Serie C il Prato con 31 punti, l'Udinese con 29 punti ed il Cosenza con 26 punti.
Dopo la promozione in Serie B della stagione scorsa, continua la favola del Varese che da neopromossa sbaraglia il campo e vince il torneo cadetto, raggiungendo la massima serie per la prima volta, dopo oltre cinquant'anni di storia. Partenza di slancio rimanendo a lungo in vetta, superata dal Foggia al termine del girone di andata, poi nelle battute finali del torneo è tornato in testa ottenendo la promozione con tre turni di anticipo, ed il primo posto solitario. Dal mercato erano arrivati a rinforzare la squadra che aveva ottenuto la promozione in Serie B, i difensori Giancarlo Beltrami dal Livorno, Pietro Maroso dall'Ivrea, Carlo Soldo dal Novara, il centrocampista Piero Cucchi dal Savona e gli attaccanti Alberto Spelta dal Fanfulla, Ivo Vetrano dal Modena e Vincenzo Traspedini dal Simmenthal Monza, quest'ultimo con 13 reti è stato il miglior marcatore di stagione. In Coppa Italia supera la Pro Patria nel primo turno e viene estromesso dal torneo dal Torino nel secondo turno.

## Rosa
| N. |                   | Ruolo | Calciatore         |
| -- | ----------------- | ----- | ------------------ |
|    | Italia (bandiera) | C     | Giancarlo Beltrami |
|    | Italia (bandiera) | P     | Giuliano Biggi     |
|    | Italia (bandiera) | C     | Piero Cucchi       |
|    | Italia (bandiera) | C     | Paolo Ferrari      |
|    | Italia (bandiera) | A     | Arturo Gentili     |
|    | Italia (bandiera) | P     | Antonio Lonardi    |
|    | Italia (bandiera) | A     | Giuseppe Marchioro |
|    | Italia (bandiera) | D     | Ernesto Marcolini  |
|    | Italia (bandiera) | D     | Pietro Maroso      |
|    | Italia (bandiera) | C     | Luigi Ossola       |

| N. |                   | Ruolo | Calciatore          |
| -- | ----------------- | ----- | ------------------- |
|    | Italia (bandiera) | C     | Mario Pasquina      |
|    | Italia (bandiera) | C     | Giorgio Rossano     |
|    | Italia (bandiera) | C     | Carlo Soldo         |
|    | Italia (bandiera) | A     | Alberto Spelta      |
|    | Italia (bandiera) | A     | Giuliano Taccola    |
|    | Italia (bandiera) | D     | Gastone Tellini     |
|    | Italia (bandiera) | A     | Vincenzo Traspedini |
|    | Italia (bandiera) | A     | Ivo Vetrano         |
|    | Italia (bandiera) | A     | Angelo Volpato      |

## Risultati

### Campionato

#### Girone di andata
| Arbitro: | Monti (Ancona) |

|                                     |           |  |
| Spelta 11’, 76’ Traspedini 44’, 67’ | Marcatori |  |

| Palermo 22 settembre 1963 2ª giornata | Palermo                     | 0 – 0 | Varese | Stadio La Favorita\| Arbitro: \| Barolo (Bassano del Grappa) \| |
| Arbitro:                              | Barolo (Bassano del Grappa) |       |        |                                                                 |

| Arbitro: | Righetti (Torino) |

|                |           |            |
| Ghersetich 36’ | Marcatori | 16’ Spelta |

| Arbitro: | Marengo (Chiavari) |

|              |           |  |
| Pasquina 73’ | Marcatori |  |

| Arbitro: | Genel (Trieste) |

|                           |           |                 |
| Versolatto 2’ Corradi 40’ | Marcatori | 16’, 58’ Spelta |

| Arbitro: | Rancher (Roma) |

|                            |           |  |
| Vetrano 19’ Traspedini 37’ | Marcatori |  |

| Cagliari 3 novembre 1963 7ª giornata | Cagliari          | 0 – 0 | Varese | Stadio Amsicora\| Arbitro: \| D'Agostini (Roma) \| |
| Arbitro:                             | D'Agostini (Roma) |       |        |                                                    |

| Arbitro: | Zanchi (Mestre) |

|                          |           |  |
| Pasquina 31’ Volpato 38’ | Marcatori |  |

| Arbitro: | Acernese (Roma) |

|                                               |           |  |
| Soldo 52’ Gentili 63’ Volpato 84’ Ferrari 89’ | Marcatori |  |

| Padova 24 novembre 1963 10ª giornata | Padova           | 0 – 0 | Varese | Stadio Silvio Appiani\| Arbitro: \| Politano (Cuneo) \| |
| Arbitro:                             | Politano (Cuneo) |       |        |                                                         |

| Varese 1º dicembre 1963 11ª giornata | Varese           | 0 – 0 | Simmenthal-Monza | Stadio Franco Ossola\| Arbitro: \| Cirone (Palermo) \| |
| Arbitro:                             | Cirone (Palermo) |       |                  |                                                        |

| Arbitro: | Carminati (Milano) |

|            |           |  |
| Muzzio 52’ | Marcatori |  |

| Varese 15 dicembre 1963 13ª giornata | Varese             | 0 – 0 | Lecco | Stadio Franco Ossola\| Arbitro: \| Sebastio (Taranto) \| |
| Arbitro:                             | Sebastio (Taranto) |       |       |                                                          |

| Arbitro: | Gambarotta (Genova) |

|           |           |              |
| Prenna 5’ | Marcatori | 10’ Pasquina |

| Arbitro: | Righetti (Torino) |

|                                |           |              |
| Maioli 15’ Maschietto 62’, 65’ | Marcatori | 32’ Pasquina |

| Arbitro: | Gonella (Torino) |

|               |           |          |
| Traspedini 4’ | Marcatori | 83’ Lodi |

| Arbitro: | Monti (Ancona) |

|  |           |               |
|  | Marcatori | 3’ Traspedini |

| Arbitro: | Angelini (Firenze) |

|            |           |  |
| Nocera 46’ | Marcatori |  |

| Arbitro: | Politano (Cuneo) |

|                   |           |  |
| Vitali 12’ (aut.) | Marcatori |  |

#### Girone di ritorno
| Arbitro: | Grignani (Milano) |

|           |           |  |
| Raffin 5’ | Marcatori |  |

| Varese 16 febbraio 1964 21ª giornata | Varese          | 0 – 0 | Palermo | Stadio Franco Ossola\| Arbitro: \| Zanchi (Mestre) \| |
| Arbitro:                             | Zanchi (Mestre) |       |         |                                                       |

| Arbitro: | De Marchi (Pordenone) |

|            |           |  |
| Spelta 86’ | Marcatori |  |

| Udine 1º marzo 1964 23ª giornata | Udinese        | 0 – 0 | Varese | Stadio Moretti\| Arbitro: \| Rancher (Roma) \| |
| Arbitro:                         | Rancher (Roma) |       |        |                                                |

| Arbitro: | De Robbio (Torre Annunziata) |

|                           |           |               |
| Spelta 36’ Traspedini 48’ | Marcatori | 43’ Cavallito |

| Venezia 15 marzo 1964 25ª giornata | Venezia          | 0 – 0 | Varese | Stadio Pierluigi Penzo\| Arbitro: \| Cirone (Palermo) \| |
| Arbitro:                           | Cirone (Palermo) |       |        |                                                          |

| Arbitro: | Bernardis (Trieste) |

|                         |           |                                |
| Pasquina 55’ Spelta 65’ | Marcatori | 50’ (aut.) Soldo 89’ Torriglia |

| Arbitro: | Sebastio (Taranto) |

|  |           |                            |
|  | Marcatori | 32’ Vetrano 81’ Traspedini |

| Arbitro: | Di Tonno (Lecce) |

|  |           |                   |
|  | Marcatori | 3’ (aut.) Soncini |

| Arbitro: | Sbardella (Roma) |

|              |           |              |
| Pasquina 52’ | Marcatori | 29’ Abbatini |

| Arbitro: | Gambarotta (Genova) |

|           |           |                                           |
| Vigni 80’ | Marcatori | 25’, 70’ Vetrano 48’, 85’ (rig.) Pasquina |

| Arbitro: | Carminati (Milano) |

|                                 |           |  |
| Traspedini 14’, 86’ Vetrano 50’ | Marcatori |  |

| Arbitro: | Varazzani (Parma) |

|             |           |                |
| Clerici 72’ | Marcatori | 26’ Traspedini |

| Arbitro: | D'Agostini (Roma) |

|            |           |  |
| Spelta 29’ | Marcatori |  |

| Arbitro: | Monti (Ancona) |

|              |           |  |
| Pasquina 56’ | Marcatori |  |

| Potenza 31 maggio 1964 35ª giornata | Potenza                      | 0 – 0 | Varese | Stadio Alfredo Viviani\| Arbitro: \| De Robbio (Torre Annunziata) \| |
| Arbitro:                            | De Robbio (Torre Annunziata) |       |        |                                                                      |

| Arbitro: | Barolo (Bassano del Grappa) |

|           |           |  |
| Cucchi 5’ | Marcatori |  |

| Arbitro: | Rigato (Mestre) |

|                     |           |               |
| Traspedini 39’, 65’ | Marcatori | 66’ Oltramari |

| Arbitro: | Jonni (Macerata) |

|                    |           |                |
| Frigeri 30’ (rig.) | Marcatori | 63’ Traspedini |

### Coppa Italia
| Arbitro: | Angonese (Mestre) |

|             |           |  |
| Volpato 24’ | Marcatori |  |

| Arbitro: | Samani (Trieste) |

|                        |           |            |
| Hitchens 15’ Peirò 54’ | Marcatori | 30’ Strada |

## Statistiche

### Statistiche di squadra
| Competizione | Punti | In casa | In casa | In casa | In casa | In casa | In casa | In trasferta | In trasferta | In trasferta | In trasferta | In trasferta | In trasferta | Totale | Totale | Totale | Totale | Totale | Totale | DR  |
| Competizione | Punti | G       | V       | N       | P       | Gf      | Gs      | G            | V            | N            | P            | Gf           | Gs           | G      | V      | N      | P      | Gf     | Gs     | DR  |
| ------------ | ----- | ------- | ------- | ------- | ------- | ------- | ------- | ------------ | ------------ | ------------ | ------------ | ------------ | ------------ | ------ | ------ | ------ | ------ | ------ | ------ | --- |
| Serie B      | 51    | 19      | 13      | 6       | 0       | 29      | 6       | 19           | 4            | 11           | 4            | 15           | 13           | 38     | 17     | 17     | 4      | 44     | 19     | +25 |
| Coppa Italia |       | 2       | 2       | 0       | 0       | 4       | 0       | 1            | 0            | 0            | 1            | 1            | 2            | 3      | 2      | 0      | 1      | 5      | 2      | +3  |
| Totale       |       | 21      | 15      | 6       | 0       | 33      | 6       | 20           | 4            | 11           | 5            | 16           | 15           | 41     | 19     | 17     | 5      | 49     | 21     | +28 |

### Statistiche dei giocatori
| Giocatore     | Serie B  | Serie B | Coppa Italia | Coppa Italia | Totale   | Totale |
| Giocatore     | Presenze | Reti    | Presenze     | Reti         | Presenze | Reti   |
| ------------- | -------- | ------- | ------------ | ------------ | -------- | ------ |
| G. Beltrami   | 36       | 0       | ?            | ?            | 36+      | 0+     |
| G. Biggi      | 6        | -3      | ?            | ?            | 6+       | -3+    |
| P. Cucchi     | 34       | 1       | ?            | ?            | 34+      | 1+     |
| P. Ferrari    | 18       | 1       | ?            | ?            | 18+      | 1+     |
| A. Gentili    | 6        | 1       | ?            | ?            | 6+       | 1+     |
| A. Lonardi    | 32       | -16     | ?            | ?            | 32+      | -16+   |
| G. Marchioro  | 12       | 0       | ?            | ?            | 12+      | 0+     |
| E. Marcolini  | 10       | 0       | ?            | ?            | 10+      | 0+     |
| P. Maroso     | 38       | 0       | ?            | ?            | 38+      | 0+     |
| L. Ossola     | 37       | 0       | ?            | ?            | 37+      | 0+     |
| M. Pasquina   | 28       | 9       | ?            | ?            | 28+      | 9+     |
| G. Rossano    | 4        | 0       | ?            | ?            | 4+       | 0+     |
| C. Soldo      | 37       | 1       | ?            | ?            | 37+      | 1+     |
| A. Spelta     | 33       | 9       | ?            | ?            | 33+      | 9+     |
| G. Taccola    | 2        | 0       | ?            | ?            | 2+       | 0+     |
| G. Tellini    | 6        | 0       | ?            | ?            | 6+       | 0+     |
| V. Traspedini | 36       | 13      | ?            | ?            | 36+      | 13+    |
| I. Vetrano    | 24       | 5       | ?            | ?            | 24+      | 5+     |
| A. Volpato    | 19       | 2       | ?            | ?            | 19+      | 2+     |